# Orectolobidae
Gli Orectolobidae Gill, 1896 sono una famiglia di squali dell'ordine Orectolobiformes. A volte sono chiamati squali tappeto.

## Areale e habitat
Si trovano nelle acque poco profonde temperate e tropicali dell'Oceano Pacifico Occidentale e dell'Oceano Indiano Orientale. In particolare vivono nelle acque al largo di Australia ed Indonesia, anche se una specie (l'Orectolobus japonicus) abita le acque del Giappone.

## Etimologia
Il termine inglese che indica la famiglia, wobbegong, proviene da una parola aborigena australiana che significa barba irsuta e si riferisce alle escrescenze attorno alla bocca tipiche delle specie che vivono nel Pacifico.

## Aspetto
La specie più grande, l'Orectolobus maculatus, raggiunge la lunghezza di 3,2 metri.
Gli Orectolobidae sono dotati di un eccellente mimetismo: sono coperti da segni neri disposti in maniera simmetrica che li fanno assomigliare a tappeti. Proprio per questo motivo sono spesso chiamati squali tappeto. Il mimetismo è migliorato ulteriormente dalla presenza di alette simili a piantine sulla pelle che circonda la bocca.

## Comportamento
Vivono vicini al fondale, e spendono la maggior parte del loro tempo immobili in attesa appoggiati sul fondale stesso. Gli Orectolobidae sfruttano la loro relativa invisibilità per nascondersi tra le rocce e catturare i piccoli pesci ossei che si avvicinano troppo.

## Interazioni con l'uomo
Gli Orectolobidae non sono affatto pericolosi se non sono provocati. A volte hanno morso dei sommozzatori o snorkeler che li hanno accidentalmente calpestati, li hanno toccati o hanno impedito loro la via di fuga. Essendo molto flessibili riescono facilmente a mordere una cosa che stia trattenendo la loro coda. Hanno numerosi e piccoli, ma allo stesso tempo appuntiti, denti ed il loro morso può essere molto efficace, anche attraverso una muta da sub. Dopo che hanno morso, tendono a trattenere la preda ed è estremamente difficile levarseli di dosso. Un modo per evitare i morsi è evitare qualsiasi forma di contatto anche accidentale.
Anche se non sono aggressivi verso l'uomo, sono spesso pescati, soprattutto per motivi alimentari. La loro carne, con il nome di flake, è molto utilizzata in Australia per la produzione di fish and chips. La loro pelle è inoltre utilizzata nella produzione di cuoio.

### In cattività
Benché molte specie non siano affatto adatte alla vita in acquario per via delle loro grandi dimensioni in età adulta (superano normalmente i 2 metri di lunghezza), gli Orectolobidae hanno un fiorente mercato nell'ambito degli acquari domestici. Molti acquaristi comunque hanno avuto successo nella conservazione, soprattutto delle specie più piccole (ad esempio Orectolobus dasypogon ed Orectolobus wardi). Una caratteristica che li rende adatti alla vita in acquario è il loro stile di vita letargico, che permette loro di sopportare gli spazi angusti del contenitore. Va detto tuttavia, che alcuni acquaristi vedono questa assenza di attività come un punto a sfavore e preferiscono altre specie di squalo.. Sono principalmente notturni e non possono vivere con altri pesci, che divorerebbero anche se sfavoriti in dimensioni. A causa del loro lento metabolismo, vengono nutriti meno frequentemente di quanto non si faccia di solito con gli squali. 2 pasti a settimana sono sufficienti. Se denutriti, si notano delle atrofie sui muscoli dorsali. Anche in acquario, riescono a mimetizzarsi tra le rocce.

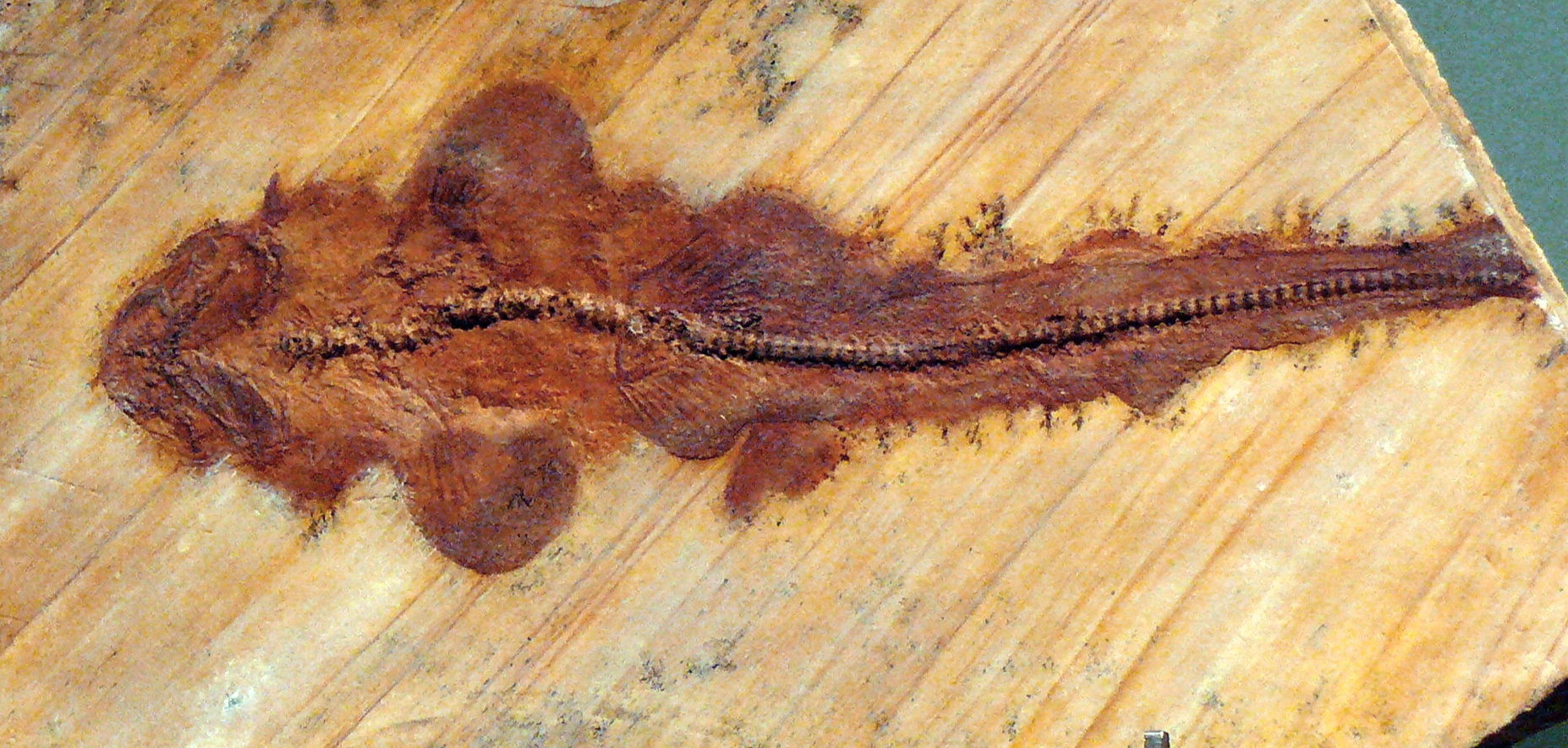
Fossile di Phorcynis catulina

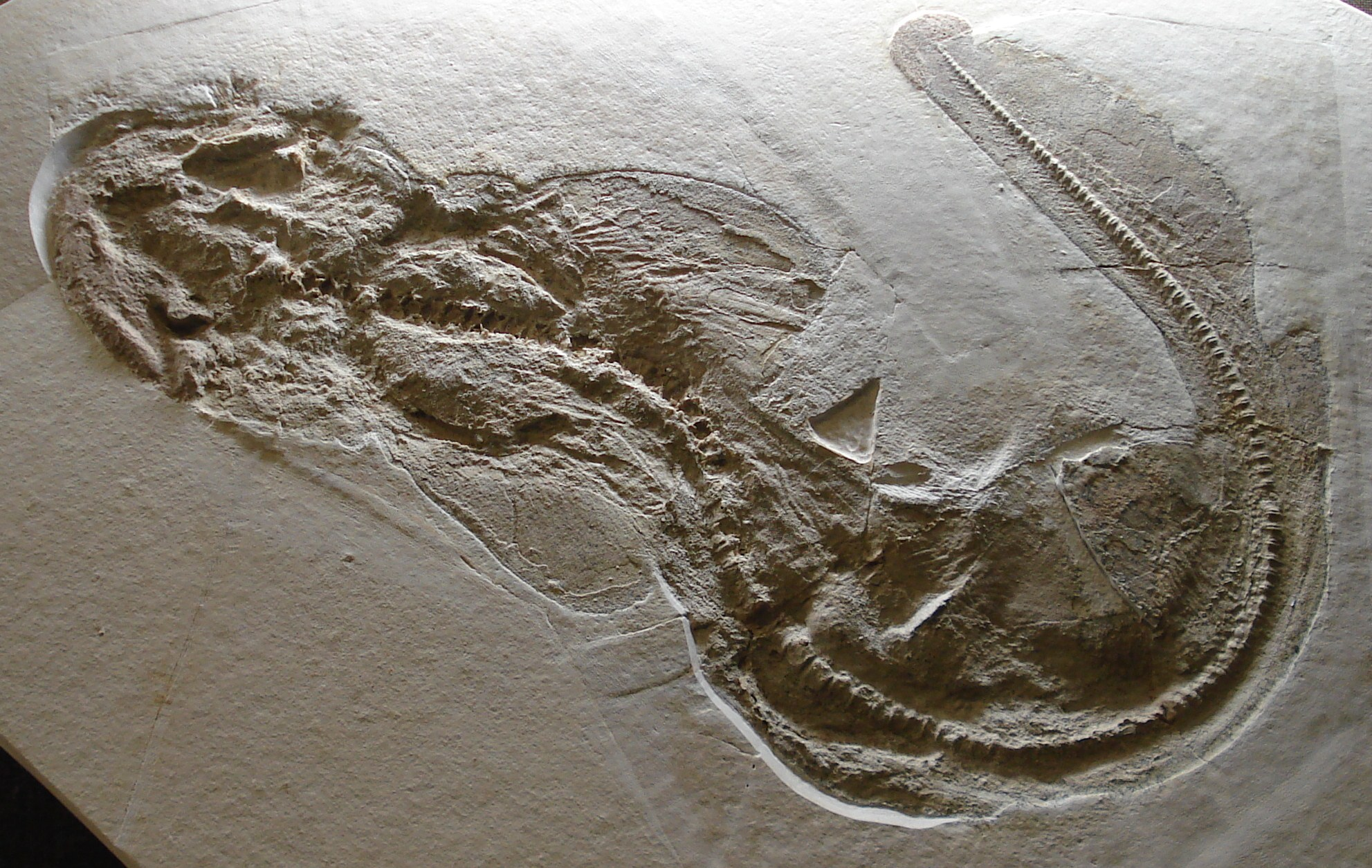
Fossile di Orectolobus jurassicus

## Evoluzione
Gli orectolobidi sono un gruppo molto arcaico: si pensa si siano sviluppati nel corso del Giurassico (circa 175 milioni di anni fa); già nel Giurassico superiore (155 milioni di anni fa), accanto a generi ormai estinti come Phorcynis catulina, esistevano già esemplari quasi identici alle forme attuali del genere Orectolobus (O. jurassicus).

## Tassonomia
Esistono 11 specie di Orectolobidae, divise in 3 generi:
- Genere Eucrossorhinus
  - Eucrossorhinus dasypogon (Bleeker, 1867)[4]
- Genere Orectolobus
  - Orectolobus floridus Last & Chidlow, 2008
  - Orectolobus halei Whitley, 1940.[5]
  - Orectolobus hutchinsi Last, Chidlow & Compagno, 2006.[6]
  - Orectolobus japonicus Regan, 1906[7]
  - Orectolobus maculatus (Bonnaterre, 1788)[8]
  - Orectolobus ornatus (De Vis, 1883)[9]
  - Orectolobus parvimaculatus Last & Chidlow, 2008
  - Orectolobus reticulatus Last, Pogonoski & White, 2008
  - Orectolobus wardi Whitley, 1939[10]
- Genere Sutorectus
  - Sutorectus tentaculatus (Peters, 1864)[11]